# Carl von Preußen

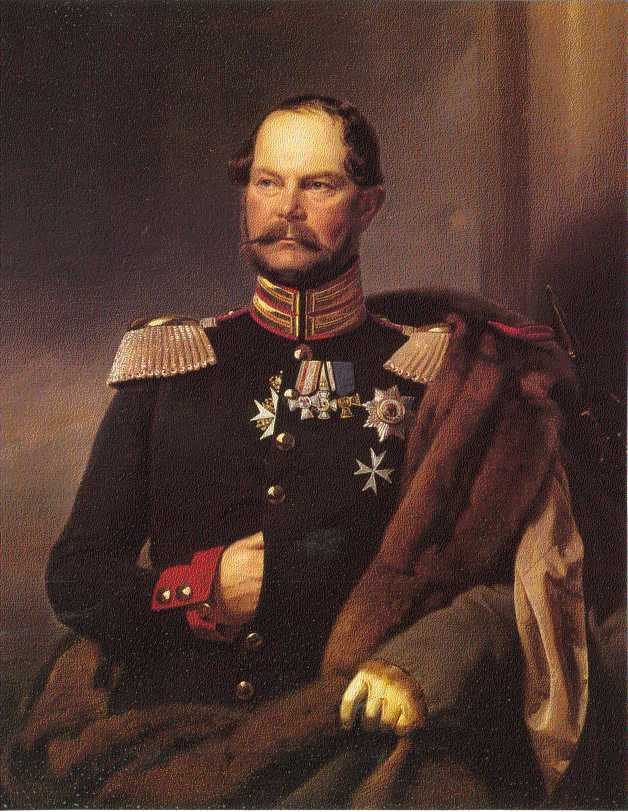
Prinz Carl von Preußen, Ölgemälde von Franz Krüger (1852)

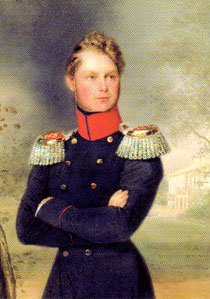
Porträt von Prinz Carl (zwischen 1822 und 1824, Maler unbekannt), im Hintergrund Andeutung des Schlosses Klein-Glienicke

Prinz Friedrich Carl Alexander von Preußen (* 29. Juni 1801 im Schloss Charlottenburg bei Berlin; † 21. Januar 1883 in Berlin) war der dritte Sohn von König Friedrich Wilhelm III. und Königin Luise. Er war ein preußischer General.

## Leben
Von seiner Mutter, die bereits seine Geschwister Friedrich Wilhelm (1795–1861), Wilhelm (1797–1888 als Kaiser) und Charlotte (1798–1860 als Zarin Alexandra Fjodorowna) geboren hatte, wurde Carl als „das schönste [ihrer] Kinder“ bezeichnet. Nach Carl wurden noch die Geschwister Alexandrine (1803–1892), Luise (1808–1870) und Albrecht (1809–1872) geboren.
1811 trat Carl als 10-Jähriger in die Armee ein und erhielt den Rang eines Sekondeleutnants im Garderegiment. Seine ältere Schwester Charlotte umsorgte ihn auch noch nach ihrer Heirat 1817 mit dem späteren Zar Nikolaus I. von Russland. Carl war 1825 bei der Krönung seiner Schwester zur Zarin Alexandra Fjodorowna in Moskau anwesend und er begleitete sie auch im Alter noch oft auf Reisen.  Nachdem er konfirmiert worden war, wurde Carl 1819 stimmfähiges Mitglied des 1817 gegründeten Preußischen Staatsrats.
1820 begann Carl seine aktive Militärlaufbahn als Major im 1. Garde-Regiment zu Fuß. Als Oberst übernahm er 1822 das 12. Infanterieregiment und das kaiserlich russische Infanterieregiment Liebau. Am 30. März 1824 wurde er zum Generalmajor ernannt. Am 17. Januar 1830 wurde Carl Kommandeur der 2. Garde-Division, am 30. März 1832 folgte die Beförderung zum Generalleutnant. Am 30. März 1836 wurde er Kommandierender General des IV. Armee-Korps. Nachdem 1840 der Vater Friedrich Wilhelm III. gestorben war, und sein Bruder Friedrich Wilhelm IV. König wurde, erreichte Carl am 23. September 1844 den Rang eines Generals der Infanterie und wurde im März 1848 Inspekteur der 2. Armee-Abteilung. Am 30. März 1854 stieg er zum Generalfeldzeugmeister und Chef der preußischen Artillerie auf. Unter Carl wurden gezogene Geschützrohre statt der bisherigen glatten Rohre eingeführt.

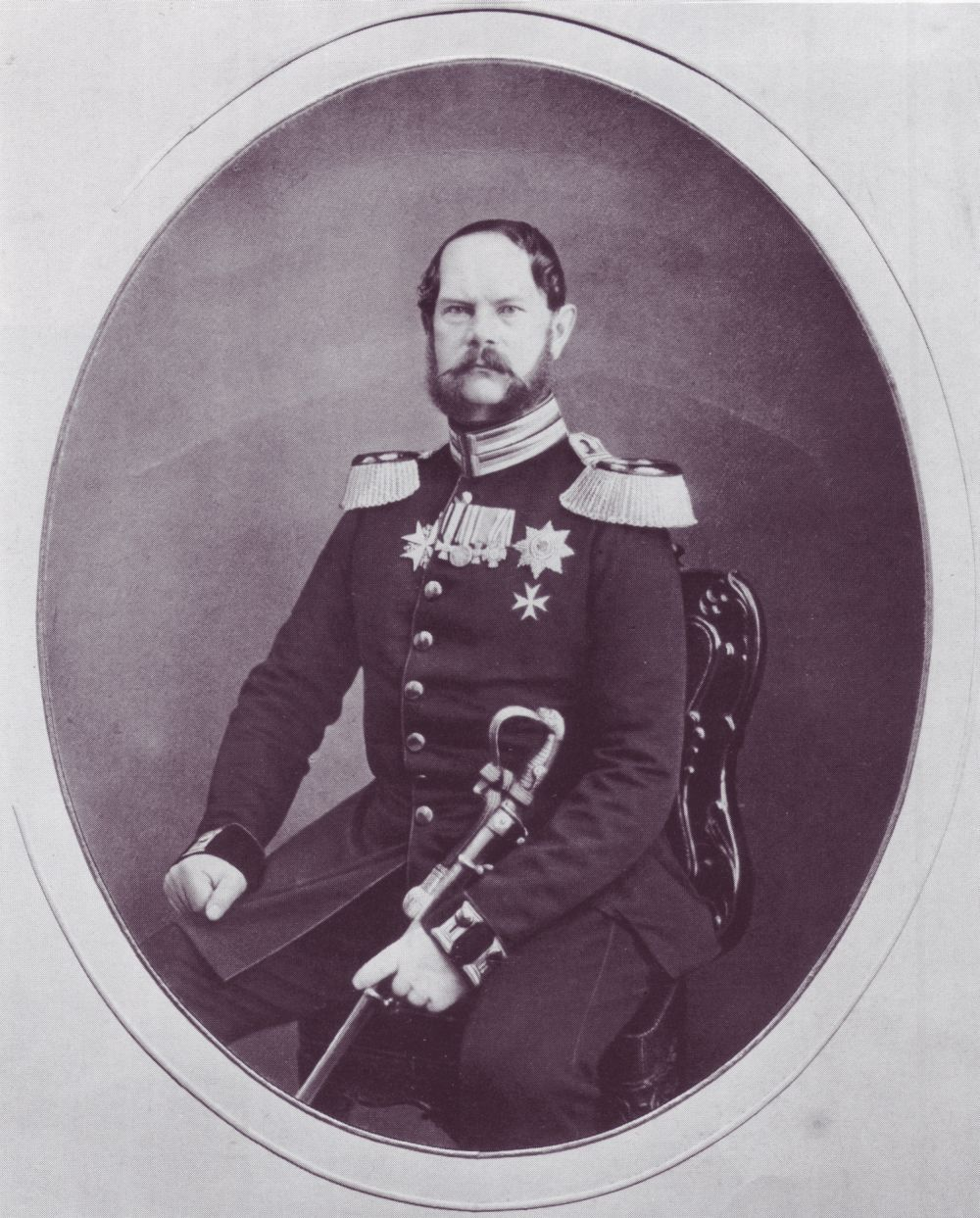
Prinz Carl von Preußen, um 1860

Daneben reiste Carl häufig nach Russland zu seiner Lieblingsschwester Charlotte, der Frau des Zaren Nikolaus I. Während der Revolution von 1848 blieb Carl in Berlin und stellte sein Palais für Bürgerversammlungen zur Verfügung. Außerdem nahm er regelmäßig an den Sitzungen des Staatsrates teil und reiste mehrfach in diplomatischer Mission für Friedrich Wilhelm IV. ins Ausland. Nach dem Tod seines Bruders Friedrich Wilhelm übernahm nunmehr sein zweiter Bruder als König Wilhelm I. die Regierung.
Von 1864 bis 1866 wirkte Carl als Gouverneur von Mainz. Carl war seit dem 16. Juni 1871 Chef des Schleswig-Holsteinischen Ulanen-Regiments Nr. 15 und seit 1. Januar 1873 auch Chef des 3. Garde-Grenadier-Landwehrregiments. Trotz aller Ehrungen konnte sich Carl nicht mit den neuen Verhältnissen durch die Machtübernahme seines Bruders Wilhelm anfreunden.
Carl wurde 1883 in der Kirche St. Peter und Paul in Berlin-Wannsee bestattet.

## Ehrungen
- 1866: Pour le Mérite für die Bewährung der von Carl geführten Artillerie im Deutschen Krieg
- 1878: Komturkreuz des Militär-Wilhelms-Ordens, verliehen vom niederländischen König Wilhelm III.
- 1827: Namensgeber für den Karlplatz in Berlin-Mitte.
- Der Karlplatz in Berlin-Lichterfelde war von 1895 bis 1934 nach ihm benannt.[1] Ein historisierendes Straßenschild erinnert bis heute an die einstige Benennung des Platzes nach dem Prinzen Carl.

## Bauten und Kunstsammlungen

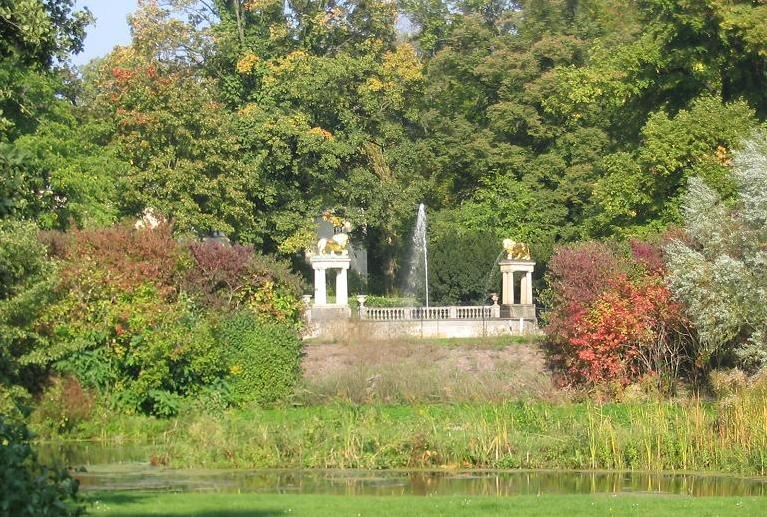
Park Jagdschloss Glienicke mit Sichtachse zur Löwenfontaine am Schloss Glienicke

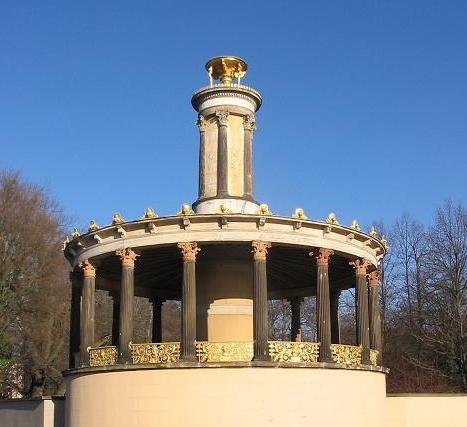
„Große Neugierde“ an der Glienicker Brücke

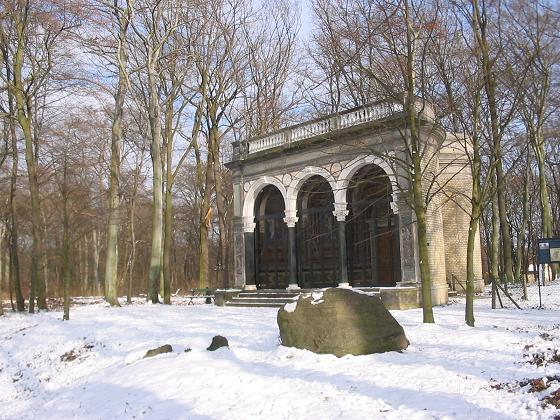
Loggia Alexandra auf dem Böttcherberg

Durch Heinrich von Minutoli, einen Historiker und Archäologen, begann Carl, eine Sammlung antiker Kunstwerke anzulegen. Sein historisches Interesse ging so weit, dass er den Fußboden des Teepavillons „Kleine Neugierde“ im Park von Glienicke mit antiken Mosaiken aus Karthago auslegen ließ. Er reiste viele Male für seine Sammlungen nach Italien.
Auch besaß Carl eine umfangreiche Sammlung historischer Waffen, zu welcher Georg Hiltl 1876 einen Katalog veröffentlichte.
1820 vor seiner Ägypten-Expedition vermachte Minutoli ihm den 1815 erworbenen Goslarer Kaiserstuhl. 1824 kaufte der Prinz ein im heutigen Landschaftspark Klein-Glienicke gelegenes Landhaus, das Schinkel bis 1826 als Schloss Glienicke umbaute und ein Casino und die „Kleine Neugierde“ errichtete. 1828 erfolgte die Einweihung des Glienicker Jägerhofes.
Ab 1829 nahm Carl von seiner Winterresidenz, dem Palais Prinz Carl in Berlin am Wilhelmplatz Nr. 8–9 Besitz, das er ebenfalls von Schinkel umbauen ließ.
1835 wurde die Rotunde „Große Neugierde“ errichtet und der Park in Glienicke wird in den Folgejahren konsequent ausgebaut.
1859 kaufte Carl das Glienicker Jagdschloss für seinen Sohn, den Prinzen Friedrich Karl.
Zum Gedenken an seine im Jahr 1860 gestorbene Lieblingsschwester Charlotte (Alexandra Fjodorowna) ließ Carl 1869 auf dem Böttcherberg die Loggia Alexandra errichten.
1874 beging das Schloss Glienicke sein 50-jähriges Jubiläum. 1877 starb Prinzessin Marie im Alter von 69 Jahren. Prinz Carl ließ daraufhin eine Gruft unter der Kirche St. Peter und Paul in Wannsee nahe der Pfaueninsel anlegen, wo er selbst in der Nacht vom 24. zum 25. Januar 1883 neben Prinzessin Marie bestattet wurde.

## Johanniterorden
Auf Wunsch von Friedrich Wilhelm IV. wurde 1852/53 der Johanniterorden wiederhergestellt und Prinz Carl zum Herrenmeister gewählt. Die Wiedergründung fand im Palais Prinz Carl am Wilhelmplatz statt.
Im Jahr 1863 war Carl mit dem Johanniterorden an den Aktivitäten beteiligt, die zur Gründung des Internationalen Komitees vom Roten Kreuz führten. Als Beauftragten für die Einrichtung einer Organisation für die freiwillige Betreuung und Versorgung von Kriegsverwundeten bestimmte Carl den Prinzen Heinrich XIII. Reuß. In Berlin wurde am 17. Februar 1864 der „Verein zur Pflege im Felde verwundeter und erkrankter Krieger“ gegründet, an dessen Spitze Prinz Reuß trat. Dieser Verein war der unmittelbare Vorläufer des Deutschen Roten Kreuzes.
Mit seinem Tod vererbte Prinz Carl dem Johanniterorden eine Million Goldmark. Von den Zinsen dieses Vermögens konnte der Orden ein Siechenhaus für Arbeiter unterhalten, aus welchem sich das heutige Johanniter-Altenheim in Lichterfelde entwickelte. Nachfolger als Herrenmeister wurde sein Bruder Albrecht von Preußen.
Carl zu Ehren wurde vom Johanniterorden im Jahr 1981 eine gusseiserne Tafel für St. Peter und Paul gestiftet.

## Ehe und Nachkommen

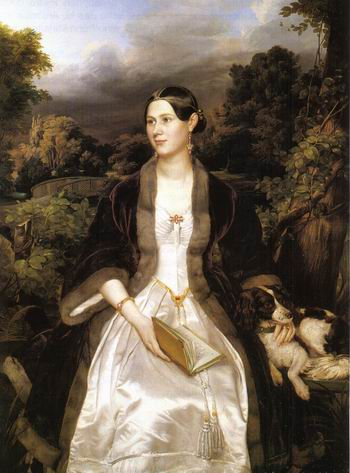
Prinzessin Marie von Preußen im Jahr 1838, Porträt von Julius Schoppe

Am 26. Mai 1827 heiratete Prinz Carl in Charlottenburg bei Berlin Prinzessin Marie (1808–1877), Tochter von Erbgroßherzog Carl Friedrich von Sachsen-Weimar-Eisenach. Aus der Ehe gingen drei Kinder hervor:
- Friedrich Karl von Preußen, preußischer Generalfeldmarschall (1828–1885) ⚭ 1854 Maria Anna Prinzessin von Anhalt-Dessau (1837–1906), Tochter von Leopold IV. von Anhalt-Dessau
- Marie Luise Anna von Preußen (1829–1901) ⚭ 1854–1861 Landgraf Alexis von Hessen-Philippsthal-Barchfeld (1829–1905)
Sie erwarb 1873 das Schloss Montfort und nutzte es bis zu ihrem Tod vor allem im Sommer als Wohnsitz am Bodensee.
- Marie Anna Friederike von Preußen (1836–1918) ⚭ 1853 Landgraf Friedrich Wilhelm von Hessen-Rumpenheim (1820–1884)

## Abstammung
| Friedrich Wilhelm I. (König in Preußen) ⚭ Sophie Dorothea | Friedrich Wilhelm I. (König in Preußen) ⚭ Sophie Dorothea | Friedrich Wilhelm I. (König in Preußen) ⚭ Sophie Dorothea | Friedrich Wilhelm I. (König in Preußen) ⚭ Sophie Dorothea | Friedrich Wilhelm I. (König in Preußen) ⚭ Sophie Dorothea | Friedrich Wilhelm I. (König in Preußen) ⚭ Sophie Dorothea |  |  | Ferdinand Albrecht II. (Herzog von Braunschweig-Wolfenbüttel) ⚭ Antoinette Amalie | Ferdinand Albrecht II. (Herzog von Braunschweig-Wolfenbüttel) ⚭ Antoinette Amalie | Ferdinand Albrecht II. (Herzog von Braunschweig-Wolfenbüttel) ⚭ Antoinette Amalie | Ferdinand Albrecht II. (Herzog von Braunschweig-Wolfenbüttel) ⚭ Antoinette Amalie | Ferdinand Albrecht II. (Herzog von Braunschweig-Wolfenbüttel) ⚭ Antoinette Amalie | Ferdinand Albrecht II. (Herzog von Braunschweig-Wolfenbüttel) ⚭ Antoinette Amalie |  |  | Ludwig VIII. (Landgraf von Hessen-Darmstadt) ⚭ Charlotte | Ludwig VIII. (Landgraf von Hessen-Darmstadt) ⚭ Charlotte | Ludwig VIII. (Landgraf von Hessen-Darmstadt) ⚭ Charlotte | Ludwig VIII. (Landgraf von Hessen-Darmstadt) ⚭ Charlotte | Ludwig VIII. (Landgraf von Hessen-Darmstadt) ⚭ Charlotte | Ludwig VIII. (Landgraf von Hessen-Darmstadt) ⚭ Charlotte |  |  | Christian III. (Herzog von Pfalz-Zweibrücken) ⚭ Karoline | Christian III. (Herzog von Pfalz-Zweibrücken) ⚭ Karoline | Christian III. (Herzog von Pfalz-Zweibrücken) ⚭ Karoline | Christian III. (Herzog von Pfalz-Zweibrücken) ⚭ Karoline | Christian III. (Herzog von Pfalz-Zweibrücken) ⚭ Karoline | Christian III. (Herzog von Pfalz-Zweibrücken) ⚭ Karoline |  |  | Adolf Friedrich II. (Herzog von Mecklenburg-Strelitz) ⚭ Christiane Emilie Antonie | Adolf Friedrich II. (Herzog von Mecklenburg-Strelitz) ⚭ Christiane Emilie Antonie | Adolf Friedrich II. (Herzog von Mecklenburg-Strelitz) ⚭ Christiane Emilie Antonie | Adolf Friedrich II. (Herzog von Mecklenburg-Strelitz) ⚭ Christiane Emilie Antonie | Adolf Friedrich II. (Herzog von Mecklenburg-Strelitz) ⚭ Christiane Emilie Antonie | Adolf Friedrich II. (Herzog von Mecklenburg-Strelitz) ⚭ Christiane Emilie Antonie |  |  | Ernst Friedrich I. (Herzog von Sachsen-Hildburghausen) ⚭ Sophia Albertine | Ernst Friedrich I. (Herzog von Sachsen-Hildburghausen) ⚭ Sophia Albertine | Ernst Friedrich I. (Herzog von Sachsen-Hildburghausen) ⚭ Sophia Albertine | Ernst Friedrich I. (Herzog von Sachsen-Hildburghausen) ⚭ Sophia Albertine | Ernst Friedrich I. (Herzog von Sachsen-Hildburghausen) ⚭ Sophia Albertine | Ernst Friedrich I. (Herzog von Sachsen-Hildburghausen) ⚭ Sophia Albertine |  |  | Ludwig VIII. (Landgraf von Hessen-Darmstadt) ⚭ Charlotte | Ludwig VIII. (Landgraf von Hessen-Darmstadt) ⚭ Charlotte | Ludwig VIII. (Landgraf von Hessen-Darmstadt) ⚭ Charlotte | Ludwig VIII. (Landgraf von Hessen-Darmstadt) ⚭ Charlotte | Ludwig VIII. (Landgraf von Hessen-Darmstadt) ⚭ Charlotte | Ludwig VIII. (Landgraf von Hessen-Darmstadt) ⚭ Charlotte |  |  | Christian Karl Reinhard ⚭ Katharina Polyxena | Christian Karl Reinhard ⚭ Katharina Polyxena | Christian Karl Reinhard ⚭ Katharina Polyxena | Christian Karl Reinhard ⚭ Katharina Polyxena | Christian Karl Reinhard ⚭ Katharina Polyxena | Christian Karl Reinhard ⚭ Katharina Polyxena |  |  |  |  |  |  |  |  |  |  |  |  |  |  |  |  |  |  |  |  |  |  |  |  |  |  |  |  |  |  |  |  |  |  |  |  |  |  |  |  |  |  |  |  |  |  |  |  |
| Friedrich Wilhelm I. (König in Preußen) ⚭ Sophie Dorothea | Friedrich Wilhelm I. (König in Preußen) ⚭ Sophie Dorothea | Friedrich Wilhelm I. (König in Preußen) ⚭ Sophie Dorothea | Friedrich Wilhelm I. (König in Preußen) ⚭ Sophie Dorothea | Friedrich Wilhelm I. (König in Preußen) ⚭ Sophie Dorothea | Friedrich Wilhelm I. (König in Preußen) ⚭ Sophie Dorothea |  |  | Ferdinand Albrecht II. (Herzog von Braunschweig-Wolfenbüttel) ⚭ Antoinette Amalie | Ferdinand Albrecht II. (Herzog von Braunschweig-Wolfenbüttel) ⚭ Antoinette Amalie | Ferdinand Albrecht II. (Herzog von Braunschweig-Wolfenbüttel) ⚭ Antoinette Amalie | Ferdinand Albrecht II. (Herzog von Braunschweig-Wolfenbüttel) ⚭ Antoinette Amalie | Ferdinand Albrecht II. (Herzog von Braunschweig-Wolfenbüttel) ⚭ Antoinette Amalie | Ferdinand Albrecht II. (Herzog von Braunschweig-Wolfenbüttel) ⚭ Antoinette Amalie |  |  | Ludwig VIII. (Landgraf von Hessen-Darmstadt) ⚭ Charlotte | Ludwig VIII. (Landgraf von Hessen-Darmstadt) ⚭ Charlotte | Ludwig VIII. (Landgraf von Hessen-Darmstadt) ⚭ Charlotte | Ludwig VIII. (Landgraf von Hessen-Darmstadt) ⚭ Charlotte | Ludwig VIII. (Landgraf von Hessen-Darmstadt) ⚭ Charlotte | Ludwig VIII. (Landgraf von Hessen-Darmstadt) ⚭ Charlotte |  |  | Christian III. (Herzog von Pfalz-Zweibrücken) ⚭ Karoline | Christian III. (Herzog von Pfalz-Zweibrücken) ⚭ Karoline | Christian III. (Herzog von Pfalz-Zweibrücken) ⚭ Karoline | Christian III. (Herzog von Pfalz-Zweibrücken) ⚭ Karoline | Christian III. (Herzog von Pfalz-Zweibrücken) ⚭ Karoline | Christian III. (Herzog von Pfalz-Zweibrücken) ⚭ Karoline |  |  | Adolf Friedrich II. (Herzog von Mecklenburg-Strelitz) ⚭ Christiane Emilie Antonie | Adolf Friedrich II. (Herzog von Mecklenburg-Strelitz) ⚭ Christiane Emilie Antonie | Adolf Friedrich II. (Herzog von Mecklenburg-Strelitz) ⚭ Christiane Emilie Antonie | Adolf Friedrich II. (Herzog von Mecklenburg-Strelitz) ⚭ Christiane Emilie Antonie | Adolf Friedrich II. (Herzog von Mecklenburg-Strelitz) ⚭ Christiane Emilie Antonie | Adolf Friedrich II. (Herzog von Mecklenburg-Strelitz) ⚭ Christiane Emilie Antonie |  |  | Ernst Friedrich I. (Herzog von Sachsen-Hildburghausen) ⚭ Sophia Albertine | Ernst Friedrich I. (Herzog von Sachsen-Hildburghausen) ⚭ Sophia Albertine | Ernst Friedrich I. (Herzog von Sachsen-Hildburghausen) ⚭ Sophia Albertine | Ernst Friedrich I. (Herzog von Sachsen-Hildburghausen) ⚭ Sophia Albertine | Ernst Friedrich I. (Herzog von Sachsen-Hildburghausen) ⚭ Sophia Albertine | Ernst Friedrich I. (Herzog von Sachsen-Hildburghausen) ⚭ Sophia Albertine |  |  | Ludwig VIII. (Landgraf von Hessen-Darmstadt) ⚭ Charlotte | Ludwig VIII. (Landgraf von Hessen-Darmstadt) ⚭ Charlotte | Ludwig VIII. (Landgraf von Hessen-Darmstadt) ⚭ Charlotte | Ludwig VIII. (Landgraf von Hessen-Darmstadt) ⚭ Charlotte | Ludwig VIII. (Landgraf von Hessen-Darmstadt) ⚭ Charlotte | Ludwig VIII. (Landgraf von Hessen-Darmstadt) ⚭ Charlotte |  |  | Christian Karl Reinhard ⚭ Katharina Polyxena | Christian Karl Reinhard ⚭ Katharina Polyxena | Christian Karl Reinhard ⚭ Katharina Polyxena | Christian Karl Reinhard ⚭ Katharina Polyxena | Christian Karl Reinhard ⚭ Katharina Polyxena | Christian Karl Reinhard ⚭ Katharina Polyxena |  |  |  |  |  |  |  |  |  |  |  |  |  |  |  |  |  |  |  |  |  |  |  |  |  |  |  |  |  |  |  |  |  |  |  |  |  |  |  |  |  |  |  |  |  |  |  |  |
| August Wilhelm (Prinz von Preußen)                        | August Wilhelm (Prinz von Preußen)                        | August Wilhelm (Prinz von Preußen)                        | August Wilhelm (Prinz von Preußen)                        | August Wilhelm (Prinz von Preußen)                        | August Wilhelm (Prinz von Preußen)                        |  |  | Luise Amalie (Prinzessin von Preußen)                                             | Luise Amalie (Prinzessin von Preußen)                                             | Luise Amalie (Prinzessin von Preußen)                                             | Luise Amalie (Prinzessin von Preußen)                                             | Luise Amalie (Prinzessin von Preußen)                                             | Luise Amalie (Prinzessin von Preußen)                                             |  |  | Ludwig IX. (Landgraf von Hessen-Darmstadt)               | Ludwig IX. (Landgraf von Hessen-Darmstadt)               | Ludwig IX. (Landgraf von Hessen-Darmstadt)               | Ludwig IX. (Landgraf von Hessen-Darmstadt)               | Ludwig IX. (Landgraf von Hessen-Darmstadt)               | Ludwig IX. (Landgraf von Hessen-Darmstadt)               |  |  | Karoline                                                 | Karoline                                                 | Karoline                                                 | Karoline                                                 | Karoline                                                 | Karoline                                                 |  |  | Karl (Prinz von Mecklenburg-Strelitz)                                             | Karl (Prinz von Mecklenburg-Strelitz)                                             | Karl (Prinz von Mecklenburg-Strelitz)                                             | Karl (Prinz von Mecklenburg-Strelitz)                                             | Karl (Prinz von Mecklenburg-Strelitz)                                             | Karl (Prinz von Mecklenburg-Strelitz)                                             |  |  | Elisabeth Albertine                                                       | Elisabeth Albertine                                                       | Elisabeth Albertine                                                       | Elisabeth Albertine                                                       | Elisabeth Albertine                                                       | Elisabeth Albertine                                                       |  |  | Georg Wilhelm (Prinz von Hessen-Darmstadt)               | Georg Wilhelm (Prinz von Hessen-Darmstadt)               | Georg Wilhelm (Prinz von Hessen-Darmstadt)               | Georg Wilhelm (Prinz von Hessen-Darmstadt)               | Georg Wilhelm (Prinz von Hessen-Darmstadt)               | Georg Wilhelm (Prinz von Hessen-Darmstadt)               |  |  | Maria Luise                                  | Maria Luise                                  | Maria Luise                                  | Maria Luise                                  | Maria Luise                                  | Maria Luise                                  |  |  |  |  |  |  |  |  |  |  |  |  |  |  |  |  |  |  |  |  |  |  |  |  |  |  |  |  |  |  |  |  |  |  |  |  |  |  |  |  |  |  |  |  |  |  |  |  |
| August Wilhelm (Prinz von Preußen)                        | August Wilhelm (Prinz von Preußen)                        | August Wilhelm (Prinz von Preußen)                        | August Wilhelm (Prinz von Preußen)                        | August Wilhelm (Prinz von Preußen)                        | August Wilhelm (Prinz von Preußen)                        |  |  | Luise Amalie (Prinzessin von Preußen)                                             | Luise Amalie (Prinzessin von Preußen)                                             | Luise Amalie (Prinzessin von Preußen)                                             | Luise Amalie (Prinzessin von Preußen)                                             | Luise Amalie (Prinzessin von Preußen)                                             | Luise Amalie (Prinzessin von Preußen)                                             |  |  | Ludwig IX. (Landgraf von Hessen-Darmstadt)               | Ludwig IX. (Landgraf von Hessen-Darmstadt)               | Ludwig IX. (Landgraf von Hessen-Darmstadt)               | Ludwig IX. (Landgraf von Hessen-Darmstadt)               | Ludwig IX. (Landgraf von Hessen-Darmstadt)               | Ludwig IX. (Landgraf von Hessen-Darmstadt)               |  |  | Karoline                                                 | Karoline                                                 | Karoline                                                 | Karoline                                                 | Karoline                                                 | Karoline                                                 |  |  | Karl (Prinz von Mecklenburg-Strelitz)                                             | Karl (Prinz von Mecklenburg-Strelitz)                                             | Karl (Prinz von Mecklenburg-Strelitz)                                             | Karl (Prinz von Mecklenburg-Strelitz)                                             | Karl (Prinz von Mecklenburg-Strelitz)                                             | Karl (Prinz von Mecklenburg-Strelitz)                                             |  |  | Elisabeth Albertine                                                       | Elisabeth Albertine                                                       | Elisabeth Albertine                                                       | Elisabeth Albertine                                                       | Elisabeth Albertine                                                       | Elisabeth Albertine                                                       |  |  | Georg Wilhelm (Prinz von Hessen-Darmstadt)               | Georg Wilhelm (Prinz von Hessen-Darmstadt)               | Georg Wilhelm (Prinz von Hessen-Darmstadt)               | Georg Wilhelm (Prinz von Hessen-Darmstadt)               | Georg Wilhelm (Prinz von Hessen-Darmstadt)               | Georg Wilhelm (Prinz von Hessen-Darmstadt)               |  |  | Maria Luise                                  | Maria Luise                                  | Maria Luise                                  | Maria Luise                                  | Maria Luise                                  | Maria Luise                                  |  |  |  |  |  |  |  |  |  |  |  |  |  |  |  |  |  |  |  |  |  |  |  |  |  |  |  |  |  |  |  |  |  |  |  |  |  |  |  |  |  |  |  |  |  |  |  |  |
|                                                           |                                                           |                                                           |                                                           |                                                           |                                                           |  |  |                                                                                   |                                                                                   |                                                                                   |                                                                                   |                                                                                   |                                                                                   |  |  |                                                          |                                                          |                                                          |                                                          |                                                          |                                                          |  |  |                                                          |                                                          |                                                          |                                                          |                                                          |                                                          |  |  |                                                                                   |                                                                                   |                                                                                   |                                                                                   |                                                                                   |                                                                                   |  |  |                                                                           |                                                                           |                                                                           |                                                                           |                                                                           |                                                                           |  |  |                                                          |                                                          |                                                          |                                                          |                                                          |                                                          |  |  |                                              |                                              |                                              |                                              |                                              |                                              |  |  |  |  |  |  |  |  |  |  |  |  |  |  |  |  |  |  |  |  |  |  |  |  |  |  |  |  |  |  |  |  |  |  |  |  |  |  |  |  |  |  |  |  |  |  |  |  |
|                                                           |                                                           |                                                           |                                                           |                                                           |                                                           |  |  |                                                                                   |                                                                                   |                                                                                   |                                                                                   |                                                                                   |                                                                                   |  |  |                                                          |                                                          |                                                          |                                                          |                                                          |                                                          |  |  |                                                          |                                                          |                                                          |                                                          |                                                          |                                                          |  |  |                                                                                   |                                                                                   |                                                                                   |                                                                                   |                                                                                   |                                                                                   |  |  |                                                                           |                                                                           |                                                                           |                                                                           |                                                                           |                                                                           |  |  |                                                          |                                                          |                                                          |                                                          |                                                          |                                                          |  |  |                                              |                                              |                                              |                                              |                                              |                                              |  |  |  |  |  |  |  |  |  |  |  |  |  |  |  |  |  |  |  |  |  |  |  |  |  |  |  |  |  |  |  |  |  |  |  |  |  |  |  |  |  |  |  |  |  |  |  |  |
|                                                           |                                                           |                                                           |                                                           |                                                           |                                                           |  |  | Friedrich Wilhelm II. (König von Preußen)                                         | Friedrich Wilhelm II. (König von Preußen)                                         | Friedrich Wilhelm II. (König von Preußen)                                         | Friedrich Wilhelm II. (König von Preußen)                                         | Friedrich Wilhelm II. (König von Preußen)                                         | Friedrich Wilhelm II. (König von Preußen)                                         |  |  | Friederike Luise (Königin von Preußen)                   | Friederike Luise (Königin von Preußen)                   | Friederike Luise (Königin von Preußen)                   | Friederike Luise (Königin von Preußen)                   | Friederike Luise (Königin von Preußen)                   | Friederike Luise (Königin von Preußen)                   |  |  |                                                          |                                                          |                                                          |                                                          |                                                          |                                                          |  |  |                                                                                   |                                                                                   |                                                                                   |                                                                                   |                                                                                   |                                                                                   |  |  | Karl II. (Herzog zu Mecklenburg-Strelitz)                                 | Karl II. (Herzog zu Mecklenburg-Strelitz)                                 | Karl II. (Herzog zu Mecklenburg-Strelitz)                                 | Karl II. (Herzog zu Mecklenburg-Strelitz)                                 | Karl II. (Herzog zu Mecklenburg-Strelitz)                                 | Karl II. (Herzog zu Mecklenburg-Strelitz)                                 |  |  | Friederike Caroline (Herzogin zu Mecklenburg-Strelitz)   | Friederike Caroline (Herzogin zu Mecklenburg-Strelitz)   | Friederike Caroline (Herzogin zu Mecklenburg-Strelitz)   | Friederike Caroline (Herzogin zu Mecklenburg-Strelitz)   | Friederike Caroline (Herzogin zu Mecklenburg-Strelitz)   | Friederike Caroline (Herzogin zu Mecklenburg-Strelitz)   |  |  |                                              |                                              |                                              |                                              |                                              |                                              |  |  |  |  |  |  |  |  |  |  |  |  |  |  |  |  |  |  |  |  |  |  |  |  |  |  |  |  |  |  |  |  |  |  |  |  |  |  |  |  |  |  |  |  |  |  |  |  |
|                                                           |                                                           |                                                           |                                                           |                                                           |                                                           |  |  | Friedrich Wilhelm II. (König von Preußen)                                         | Friedrich Wilhelm II. (König von Preußen)                                         | Friedrich Wilhelm II. (König von Preußen)                                         | Friedrich Wilhelm II. (König von Preußen)                                         | Friedrich Wilhelm II. (König von Preußen)                                         | Friedrich Wilhelm II. (König von Preußen)                                         |  |  | Friederike Luise (Königin von Preußen)                   | Friederike Luise (Königin von Preußen)                   | Friederike Luise (Königin von Preußen)                   | Friederike Luise (Königin von Preußen)                   | Friederike Luise (Königin von Preußen)                   | Friederike Luise (Königin von Preußen)                   |  |  |                                                          |                                                          |                                                          |                                                          |                                                          |                                                          |  |  |                                                                                   |                                                                                   |                                                                                   |                                                                                   |                                                                                   |                                                                                   |  |  | Karl II. (Herzog zu Mecklenburg-Strelitz)                                 | Karl II. (Herzog zu Mecklenburg-Strelitz)                                 | Karl II. (Herzog zu Mecklenburg-Strelitz)                                 | Karl II. (Herzog zu Mecklenburg-Strelitz)                                 | Karl II. (Herzog zu Mecklenburg-Strelitz)                                 | Karl II. (Herzog zu Mecklenburg-Strelitz)                                 |  |  | Friederike Caroline (Herzogin zu Mecklenburg-Strelitz)   | Friederike Caroline (Herzogin zu Mecklenburg-Strelitz)   | Friederike Caroline (Herzogin zu Mecklenburg-Strelitz)   | Friederike Caroline (Herzogin zu Mecklenburg-Strelitz)   | Friederike Caroline (Herzogin zu Mecklenburg-Strelitz)   | Friederike Caroline (Herzogin zu Mecklenburg-Strelitz)   |  |  |                                              |                                              |                                              |                                              |                                              |                                              |  |  |  |  |  |  |  |  |  |  |  |  |  |  |  |  |  |  |  |  |  |  |  |  |  |  |  |  |  |  |  |  |  |  |  |  |  |  |  |  |  |  |  |  |  |  |  |  |
|                                                           |                                                           |                                                           |                                                           |                                                           |                                                           |  |  |                                                                                   |                                                                                   |                                                                                   |                                                                                   |                                                                                   |                                                                                   |  |  |                                                          |                                                          |                                                          |                                                          |                                                          |                                                          |  |  |                                                          |                                                          |                                                          |                                                          |                                                          |                                                          |  |  |                                                                                   |                                                                                   |                                                                                   |                                                                                   |                                                                                   |                                                                                   |  |  |                                                                           |                                                                           |                                                                           |                                                                           |                                                                           |                                                                           |  |  |                                                          |                                                          |                                                          |                                                          |                                                          |                                                          |  |  |                                              |                                              |                                              |                                              |                                              |                                              |  |  |  |  |  |  |  |  |  |  |  |  |  |  |  |  |  |  |  |  |  |  |  |  |  |  |  |  |  |  |  |  |  |  |  |  |  |  |  |  |  |  |  |  |  |  |  |  |
|                                                           |                                                           |                                                           |                                                           |                                                           |                                                           |  |  |                                                                                   |                                                                                   |                                                                                   |                                                                                   |                                                                                   |                                                                                   |  |  |                                                          |                                                          |                                                          |                                                          |                                                          |                                                          |  |  |                                                          |                                                          |                                                          |                                                          |                                                          |                                                          |  |  |                                                                                   |                                                                                   |                                                                                   |                                                                                   |                                                                                   |                                                                                   |  |  |                                                                           |                                                                           |                                                                           |                                                                           |                                                                           |                                                                           |  |  |                                                          |                                                          |                                                          |                                                          |                                                          |                                                          |  |  |                                              |                                              |                                              |                                              |                                              |                                              |  |  |  |  |  |  |  |  |  |  |  |  |  |  |  |  |  |  |  |  |  |  |  |  |  |  |  |  |  |  |  |  |  |  |  |  |  |  |  |  |  |  |  |  |  |  |  |  |
|                                                           |                                                           |                                                           |                                                           |                                                           |                                                           |  |  | Auguste (Kurfürstin von Hessen-Kassel)                                            | Auguste (Kurfürstin von Hessen-Kassel)                                            | Auguste (Kurfürstin von Hessen-Kassel)                                            | Auguste (Kurfürstin von Hessen-Kassel)                                            | Auguste (Kurfürstin von Hessen-Kassel)                                            | Auguste (Kurfürstin von Hessen-Kassel)                                            |  |  | Wilhelmine (Königin der Niederlande)                     | Wilhelmine (Königin der Niederlande)                     | Wilhelmine (Königin der Niederlande)                     | Wilhelmine (Königin der Niederlande)                     | Wilhelmine (Königin der Niederlande)                     | Wilhelmine (Königin der Niederlande)                     |  |  | Friedrich Wilhelm III. (König von Preußen)               | Friedrich Wilhelm III. (König von Preußen)               | Friedrich Wilhelm III. (König von Preußen)               | Friedrich Wilhelm III. (König von Preußen)               | Friedrich Wilhelm III. (König von Preußen)               | Friedrich Wilhelm III. (König von Preußen)               |  |  | Luise (Königin von Preußen)                                                       | Luise (Königin von Preußen)                                                       | Luise (Königin von Preußen)                                                       | Luise (Königin von Preußen)                                                       | Luise (Königin von Preußen)                                                       | Luise (Königin von Preußen)                                                       |  |  |                                                                           |                                                                           |                                                                           |                                                                           |                                                                           |                                                                           |  |  |                                                          |                                                          |                                                          |                                                          |                                                          |                                                          |  |  |                                              |                                              |                                              |                                              |                                              |                                              |  |  |  |  |  |  |  |  |  |  |  |  |  |  |  |  |  |  |  |  |  |  |  |  |  |  |  |  |  |  |  |  |  |  |  |  |  |  |  |  |  |  |  |  |  |  |  |  |
|                                                           |                                                           |                                                           |                                                           |                                                           |                                                           |  |  | Auguste (Kurfürstin von Hessen-Kassel)                                            | Auguste (Kurfürstin von Hessen-Kassel)                                            | Auguste (Kurfürstin von Hessen-Kassel)                                            | Auguste (Kurfürstin von Hessen-Kassel)                                            | Auguste (Kurfürstin von Hessen-Kassel)                                            | Auguste (Kurfürstin von Hessen-Kassel)                                            |  |  | Wilhelmine (Königin der Niederlande)                     | Wilhelmine (Königin der Niederlande)                     | Wilhelmine (Königin der Niederlande)                     | Wilhelmine (Königin der Niederlande)                     | Wilhelmine (Königin der Niederlande)                     | Wilhelmine (Königin der Niederlande)                     |  |  | Friedrich Wilhelm III. (König von Preußen)               | Friedrich Wilhelm III. (König von Preußen)               | Friedrich Wilhelm III. (König von Preußen)               | Friedrich Wilhelm III. (König von Preußen)               | Friedrich Wilhelm III. (König von Preußen)               | Friedrich Wilhelm III. (König von Preußen)               |  |  | Luise (Königin von Preußen)                                                       | Luise (Königin von Preußen)                                                       | Luise (Königin von Preußen)                                                       | Luise (Königin von Preußen)                                                       | Luise (Königin von Preußen)                                                       | Luise (Königin von Preußen)                                                       |  |  |                                                                           |                                                                           |                                                                           |                                                                           |                                                                           |                                                                           |  |  |                                                          |                                                          |                                                          |                                                          |                                                          |                                                          |  |  |                                              |                                              |                                              |                                              |                                              |                                              |  |  |  |  |  |  |  |  |  |  |  |  |  |  |  |  |  |  |  |  |  |  |  |  |  |  |  |  |  |  |  |  |  |  |  |  |  |  |  |  |  |  |  |  |  |  |  |  |
|                                                           |                                                           |                                                           |                                                           |                                                           |                                                           |  |  |                                                                                   |                                                                                   |                                                                                   |                                                                                   |                                                                                   |                                                                                   |  |  |                                                          |                                                          |                                                          |                                                          |                                                          |                                                          |  |  |                                                          |                                                          |                                                          |                                                          |                                                          |                                                          |  |  |                                                                                   |                                                                                   |                                                                                   |                                                                                   |                                                                                   |                                                                                   |  |  |                                                                           |                                                                           |                                                                           |                                                                           |                                                                           |                                                                           |  |  |                                                          |                                                          |                                                          |                                                          |                                                          |                                                          |  |  |                                              |                                              |                                              |                                              |                                              |                                              |  |  |  |  |  |  |  |  |  |  |  |  |  |  |  |  |  |  |  |  |  |  |  |  |  |  |  |  |  |  |  |  |  |  |  |  |  |  |  |  |  |  |  |  |  |  |  |  |
|                                                           |                                                           |                                                           |                                                           |                                                           |                                                           |  |  |                                                                                   |                                                                                   |                                                                                   |                                                                                   |                                                                                   |                                                                                   |  |  |                                                          |                                                          |                                                          |                                                          |                                                          |                                                          |  |  |                                                          |                                                          |                                                          |                                                          |                                                          |                                                          |  |  |                                                                                   |                                                                                   |                                                                                   |                                                                                   |                                                                                   |                                                                                   |  |  |                                                                           |                                                                           |                                                                           |                                                                           |                                                                           |                                                                           |  |  |                                                          |                                                          |                                                          |                                                          |                                                          |                                                          |  |  |                                              |                                              |                                              |                                              |                                              |                                              |  |  |  |  |  |  |  |  |  |  |  |  |  |  |  |  |  |  |  |  |  |  |  |  |  |  |  |  |  |  |  |  |  |  |  |  |  |  |  |  |  |  |  |  |  |  |  |  |
| Friedrich Wilhelm IV. (König von Preußen)                 | Friedrich Wilhelm IV. (König von Preußen)                 | Friedrich Wilhelm IV. (König von Preußen)                 | Friedrich Wilhelm IV. (König von Preußen)                 | Friedrich Wilhelm IV. (König von Preußen)                 | Friedrich Wilhelm IV. (König von Preußen)                 |  |  | Wilhelm I. (Deutscher Kaiser)                                                     | Wilhelm I. (Deutscher Kaiser)                                                     | Wilhelm I. (Deutscher Kaiser)                                                     | Wilhelm I. (Deutscher Kaiser)                                                     | Wilhelm I. (Deutscher Kaiser)                                                     | Wilhelm I. (Deutscher Kaiser)                                                     |  |  | Charlotte (Kaiserin von Russland)                        | Charlotte (Kaiserin von Russland)                        | Charlotte (Kaiserin von Russland)                        | Charlotte (Kaiserin von Russland)                        | Charlotte (Kaiserin von Russland)                        | Charlotte (Kaiserin von Russland)                        |  |  | Carl (preußischer General)                               | Carl (preußischer General)                               | Carl (preußischer General)                               | Carl (preußischer General)                               | Carl (preußischer General)                               | Carl (preußischer General)                               |  |  | Alexandrine (Erbgroßherzogin von Mecklenburg-Schwerin)                            | Alexandrine (Erbgroßherzogin von Mecklenburg-Schwerin)                            | Alexandrine (Erbgroßherzogin von Mecklenburg-Schwerin)                            | Alexandrine (Erbgroßherzogin von Mecklenburg-Schwerin)                            | Alexandrine (Erbgroßherzogin von Mecklenburg-Schwerin)                            | Alexandrine (Erbgroßherzogin von Mecklenburg-Schwerin)                            |  |  | Luise (Prinzessin der Niederlande)                                        | Luise (Prinzessin der Niederlande)                                        | Luise (Prinzessin der Niederlande)                                        | Luise (Prinzessin der Niederlande)                                        | Luise (Prinzessin der Niederlande)                                        | Luise (Prinzessin der Niederlande)                                        |  |  | Albrecht (preußischer General)                           | Albrecht (preußischer General)                           | Albrecht (preußischer General)                           | Albrecht (preußischer General)                           | Albrecht (preußischer General)                           | Albrecht (preußischer General)                           |  |  |                                              |                                              |                                              |                                              |                                              |                                              |  |  |  |  |  |  |  |  |  |  |  |  |  |  |  |  |  |  |  |  |  |  |  |  |  |  |  |  |  |  |  |  |  |  |  |  |  |  |  |  |  |  |  |  |  |  |  |  |